# Черторизька Тетяна Купріянівна
Тетя́на Купрія́нівна Чертори́зька (9 серпня 1919, село Амонь, нині Хомутовського району Курської області Росії — 1 листопада 2013, Київ) — українська мовознавиця. Докторка філологічних наук (1984). Професорка (1993).

## Біографія
1945 року закінчила Київський університет. У 1948—1948 роках працювала редакторкою у видавництві «Молодь».
Від 1958 року працювала в Інституті мовознавства АН УРСР: молодша наукова співробітниця, у 1961—1987 роках — старша наукова співробітниця, у 1987—1997 роках — провідна наукова співробітниця.

## Праці
Праці про іншомовні, особливо російськомовні елементи в творах Тараса Шевченка, а також про мову російських його творів.
Головна праця — «Взаимодействие русской и украинской лексики в русских произведениях Т. Г. Шевченко» (1981).

## Премії
- 1983 — Державна премія СРСР як одному з авторів і редакторів «Словника української мови» в 11 томах (1970—1980).
- 6 грудня 1989 року — Державна премія УРСР у галузі науки і техніки за лексикографічну працю «Словник мови Шевченка» (у двох томах), опублікований 1964 року, та «Словарь языка русских произведений Шевченко» (у двох томах), опублікований у 1985—1986 роках. До складу авторського колективу, що отримав премію, також входили Наталя Петрівна Матвєєва, Василь Семенович Ващенко, Людмила Макарівна Стоян, Неоніла Петрівна Романова, Лідія Олексіївна Родніна, Ніна Григорівна Озерова, Віктор Михайлович Брицин[2].